# Tonalpohualli

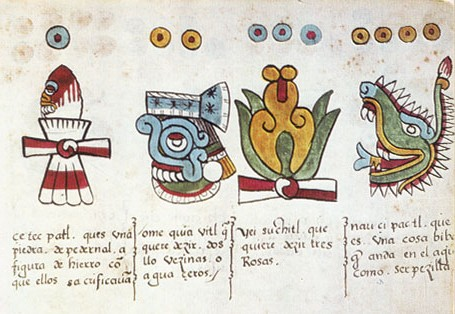
strana 11 z Magliabechianiho kodexu zobrazující čtyři denní symboly

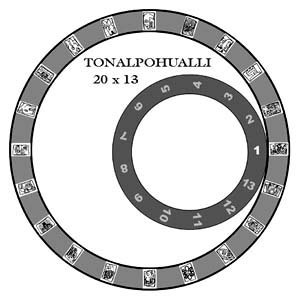
příklad kalendáře Tonalpōhualli

Tonalpohualli (Tōnalpōhualli) je Aztécký kalendář používaný v předkolumbovské Mezoamerice. Jmenuje se podle knihy Tonalamatl, což je kniha dní.

## Popis
Kalendář není ani lunární ani solární skládá se z dvaceti třináctidenních období. Tato období se označují termínem trecena. V každém období vládné jiný bůh. Není přesně známo, jak vznikl, existuje ale několik teorií. Mohlo se jednat o cyklus oběhu Venuše, období těhotenství u člověka nebo počet dní mezi dvěma zenitálními průchody Slunce. Někteří vědci včetně J. E. S. Thompsona se domnívají, že kalendář nebyl vůbec založen na přírodních jevech, ale na celých číslech 13 a 20. Tato čísla jsou totiž v Mezoamerice považována za důležitá.
Další rozšířený Aztécký kalendář xiuhpōhualli má rok trvající 365 dní. Tento rok je rozdělen do  18 měsíců po 20 dnech a zbylých 5 dní. Xiuhpōhualli a Tonalpohualli se shodují přibližně každých 50 let.

## Denní symboly
|    | trecena       | český význam              | glyf | Aztécká božstva                                     | světová strana |
| -- | ------------- | ------------------------- | ---- | --------------------------------------------------- | -------------- |
| 1  | Cipactli      | kajman nebo vodní příšera |      | Tōnacātēcuhtli                                      | východ         |
| 2  | Ehēcatl       | vítr                      |      | Quetzalcoatl                                        | sever          |
| 3  | Calli         | dům                       |      | Tepēyōllōtl, Quetzalcoatl                           | západ          |
| 4  | Cuetzpalin    | ještěrka                  |      | Huēhuecoyōtl nebo Macuilxōchitl                     | jih            |
| 5  | Cōātl         | had                       |      | Chalchiuhtlicue a Tlazōlteōtl                       | východ         |
| 6  | Miquiztli     | smrt                      |      | Tōnatiuh a Tēcciztēcatl                             | sever          |
| 7  | Mazātl        | jelen                     |      | Tlāloc a Chicomecōātl nebo 4 Ehēcatl                | západ          |
| 8  | Tōchtli       | králík                    |      | Mayahuel a Xōchipilli nebo Centeōtl                 | jih            |
| 9  | Ātl           | voda                      |      | Tlahuizcalpantecuhtli nebo Xiuhtecuhtli             | východ         |
| 10 | Itzcuintli    | pes                       |      | Mictlāntēcutli                                      | sever          |
| 11 | Ozomahtli     | opice                     |      | Patecatl a Cuāuhtliocēlōtl                          | západ          |
| 12 | Malīnalli     | tráva                     |      | Itztlacoliuhqui                                     | jih            |
| 13 | Ācatl         | rákos nebo třtina         |      | Tezcatlipōca nebo Uactli a Ixcuina nebo Tlazōlteōtl | východ         |
| 14 | Ocēlōtl       | ocelot nebo jaguár        |      | Tlazōlteōtl                                         | sever          |
| 15 | Cuāuhtli      | orel                      |      | Xīpe Totēuc a Quetzalcoatl                          | západ          |
| 16 | Cōzcacuāuhtli | sup nebo kondor           |      | Itzpapalotl                                         | jih            |
| 17 | Ōlīn          | pohyb nebo zemětřesení    |      | Xolotl a Tlālchitōnatiuh nebo 4 Ōlīn                | východ         |
| 18 | Tecpatl       | pazourek nebo nůž         |      | Chalchiuhtotolin                                    | sever          |
| 19 | Quiyahuitl    | déšť                      |      | Tōnatiuh                                            | západ          |
| 20 | Xōchitl       | květina                   |      | Xōchiquetzal and Tezcatlipōca                       | jih            |